# 19 Dywizjon Rakiet Taktycznych
19 Dywizjon Rakiet Taktycznych – samodzielny pododdział wojsk rakietowych i artylerii ludowego Wojska Polskiego.

## Formowanie i zmiany organizacyjne
Jeszcze wiosną 1963 uruchomiono proces formowania dywizjonów rakiet taktycznych, które postanowiono włączyć w skład dywizji ogólnowojskowych.
Zarządzeniem szefa SG WP nr 0110/Org. z 1 sierpnia 1967 po przeformowaniu z 19 dywizjonu artylerii rakietowej (JW 2629) na etatach 4/243 utworzono 19 dywizjon artylerii w Lidzbarku Warmińskim z przeznaczeniem dla 15 Dywizji Zmechanizowanej.
W 1969 dywizjon otrzymał kolejną wyrzutnię pochodzącą z przezbrajanego w nowe rakiety innego dywizjonu.
Potem stacjonował w Morągu. W 1969 Jednostka posiadała etat nr 30/129 i uzbrojona była w trzy wyrzutnie 2P16.
Zarządzeniem szefa SG WP nr 042/ Org. z 18 listopada 1982 przeformowano dywizjon z etatu 30/129 na 30/243 przezbrajając go z trzech wyrzutni 2P16 na trzy 9P113.
Pod koniec 1988 19 dywizjon rakiet taktyczny posiadał etat nr 30/243, a jego podstawowe wyposażenie stanowiły trzy wyrzutnie 9P113.

## Skład organizacyjny
dowództwo i sztab
- bateria dowodzenia
- 2 baterie startowe
  - dwa plutony
- pluton obsługi technicznej
- pluton remontowy
- pluton zaopatrzenia
- pluton medyczny

Razem w drt:
- 4 wyrzutnie rakiet taktycznych R-70